# 1088 Mitaka
1088 Mitaka è un asteroide della fascia principale. Scoperto nel 1927, presenta un'orbita caratterizzata da un semiasse maggiore pari a 2,2011267 UA e da un'eccentricità di 0,1963198, inclinata di 7,65465° rispetto all'eclittica.
Il suo nome è un omaggio alla città di Mitaka, sede dell'Osservatorio astronomico nazionale del Giappone.